# Baskisk-isländskt pidginspråk

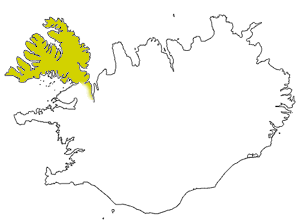
Västfjordarna, den isländska region varifrån handskrifterna med pidginspråket kommer.

Baskisk-isländskt pidginspråk var ett pidginspråk med inflytande från baskiska, germanska och romanska språk. Det finns dokumenterat i isländska handskrifter med ordlistor från 1600- och 1700-talen. Språket användes sannolikt i kontakter mellan baskiska sjömän och folk i kusttrakterna runt norra Atlanten, bland annat den isländska lokalbefolkningen i Västfjordarna på nordvästra Island. Var pidginspråket uppstod är osäkert. Det kan ha uppkommit på Island, men på grund av inslagen från så många andra europeiska språk är det troligare att det utvecklats på annat håll och att baskerna förde med det till Island, där det senare skrevs ned.
I dokumentet AM 987 4to, som finns bevarat hos Árni Magnússon-institutet för isländska studier i Reykjavik, finns två baskisk-isländska ordlistor vid namn Vocabula Gallica ("franska ord") och Vocabula Biscaica ("biscayiska ord"). Mot slutet av Vocabula Biscaica, som sammanlagt innehåller 278 ord, meningar och räkneord, finns ett antal fraser där den baskiska meningen är uppblandad med inslag från engelska, franska, nederländska, spanska och tyska. Det baskisk-isländska pidginspråket är alltså inte en blandning mellan baskiska och isländska, utan en blandning av baskiska och ett antal andra språk. Sitt namn har det fått eftersom det nedtecknades på Island och översattes till isländska.

## Pidgininslag i Vocabula Biscaica
| Ordnummer | Ordlistans baskiska                                                 | Modern baskiska                                                | Ordlistans isländska                                          | Svenska                                                   |
| --------- | ------------------------------------------------------------------- | -------------------------------------------------------------- | ------------------------------------------------------------- | --------------------------------------------------------- |
| 193 & 225 | presenta for mi                                                     | Emadazu                                                        | giefdu mier                                                   | Ge mig                                                    |
| 196       | bocata for mi attora                                                | Garbitu iezadazu atorra                                        | þvodu fyrer mig skyrtu                                        | Tvätta en skjorta åt mig                                  |
| 209       | fenicha for ju                                                      | Izorra hadi!                                                   | liggia þig                                                    | Förolämpning i stil med "fuck you!"                       |
| 216       | presenta for mi locaria                                             | Emazkidazu lokarriak                                           | giefdu mier socka bond                                        | Ge mig ett par strumpeband                                |
| 217       | ser ju presenta for mi                                              | Zer emango didazu?                                             | hvad gefur þu mier                                            | Vad ger du mig?                                           |
| 218       | for mi presenta for ju biskusa eta sagarduna                        | Bizkotxa eta sagardoa emango dizkizut                          | Eg skal gefa þier braudkoku og Syrdryck                       | Jag ska ge dig en kaka och filmjölk                       |
| 219       | trucka cammisola                                                    | Jertse bat erosi                                               | kaufftu peisu                                                 | Köp en tröja                                              |
| 220       | sumbatt galsardia for                                               | Zenbat galtzerditarako?                                        | fyrer hvad marga socka                                        | För hur många strumpor?                                   |
| 223       | Cavinit trucka for mi                                               | Ez dut ezer erosiko                                            | eckert kaupe eg                                               | Jag köper inget                                           |
| 224       | Christ Maria presenta for mi Balia, for mi, presenta for ju bustana | Kristok eta Mariak balea ematen badidate, buztana emango dizut | gefe Christur og Maria mier hval, skal jeg gefa þier spordenn | Ger Kristus och Maria mig en val, ska jag ge dig bakfenan |
| 226       | for ju mala gissuna                                                 | Gizon gaiztoa zara                                             | þu ert vondur madur                                           | Du är en ond man                                          |
| 227       | presenta for mi berrua usnia eta berria bura                        | Emadazu esne beroa eta gurin berria                            | gefdu mier heita miölk og nyt smior                           | Ge mig varm mjölk och färskt smör                         |
| 228       | ser travala for ju                                                  | Zertan egiten duzu lan?                                        | hvad giorer þu                                                | Vad gör du?                                               |

Fisket var anledningen till att baskiska sjömän seglade till Island. Valfångst var länge en viktig näring i Baskien, vilket illustreras på Getarias vapensköld. Också på pidginspråket talades det om val (bardval), balia.

Ordnumreringen i tabellen är densamma som i AM 987 4to. Handskriftens pidgin-baskiska och isländska meningar är hämtade från Deen, s. 102-105. De nutida baskiska meningarna kommer från andra språkversioner av Wikipedia. De svenska översättningarna utgår från ordlistans isländska, som inte alltid är helt ekvivalent med ordlistans baskiska. Till exempel skiljer sig baskiskans sagarduna 'äppelvin' mot den angivna isländska motsvarigheten Syrdryck 'filmjölk'.

### Ord med baskiskt ursprung
- atorra, atorra 'skjorta'
- balia, balea 'bardval', romanskt lånord besläktad med franskans baleine, spanskans balena
- berria, berria 'ny'
- berrua, beroa 'varm'
- biskusa, bixkotxa 'kaka', romanskt lånord besläktat med italienskans biscotto, spanskans bizcocho
- bocata[4]
- bustana, buztana 'svans'
- eta, eta 'och', eventuellt latinskt/ romanskt lånord besläktad med latinets et, franskans et
- galsardia, galtzerdia 'strumpa'
- gissuna, gizona 'man'
- locaria, lokarria 'band'
- sagarduna, sagardoa 'äppelvin'
- ser, zer 'vad' (frågeord)
- sumbatt, zenbat 'hur många'
- travala, äldre baskiska trabaillatu , romanskt lånord besläktat med franskans travailler, spanskans trabajar 'arbeta'
- usnia, esnea 'mjölk'

### Ord med germanskt ursprung
- cavinit, äldre nederländska gaar niet 'inget alls'[5] eller lågtyskans kein bit niet 'ingenting'[6]
- for i meningen sumbatt galsardia for har betydelsen 'för' och kan komma från många olika germanska språk[7]
- for ju, som används som både 'du' och '(för) dig', engelska for you 'för dig'
- for mi, som används som både 'jag' och '(för) mig', engelska for me 'för mig'

### Ord med romanskt ursprung
- bura, 'smör', jfr m. franskans beurre, italienskans burro och occitanskans burre
- cammisola, spanska camisola 'blus'
- fenicha, spanska fornicar 'begå äktenskapsbrott'
- mala, franska eller spanska mal 'dålig' eller 'ond'
- presenta, franska présenter eller spanska presentar (presentera, visa, även internationalism)
- trucka, spanska trocar 'utbyta'

Också i resten av Vocabula Biscaica och de andra baskisk-isländska ordlistorna finns många franska och spanska inslag. Till exempel är baskiskans eliza 'kyrka' i början av ordlistan besläktat med franskans église eller spanskans iglesia. Detta är dock inget tecken på pidginspråket, utan ett resultat av franskans och spanskans påverkan på baskiskan genom tiderna, då baskiskan lånat in många ord från sina grannspråk. Många i de baskiska besättningarna som kom till Island kan dessutom ha varit flerspråkiga och talat franska och/eller spanska. Det förklarar varför till exempel isländskans ja översätts med både baskiskans bai och franska vÿ (modern stavning oui) mot slutet av Vocabula Biscaica.

## Pidginspråkets struktur
Liksom andra pidginspråk visar de blandade meningarna i Vocabula Biscaica en förenklad struktur, till exempel genom avsaknaden av ergativändelser som finns i baskiskan. Adjektiven placeras som oftast i germanska språk men till skillnad från romanska språk och baskiska före substantiven. Till exempel märks det när man jämför pidginmeningen "berrua usnia eta berria bura" med baskiskans "esne beroa eta gurin berria" (adjektiven kursiverade). Baskiska är ett SOV-språk medan övriga språk som haft inflytande på det baskisk-isländska pidginspråket oftast använder sig av SVO-struktur. Någon liknande klassificering av pidginspråket går dock inte att göra, men meningar som "for mi presenta for ju biskusa" och "bocata for mi attora" (verben kursiverade) tyder på att verben placerades före objekten till skillnad från i baskiskan.

## Ordlistornas historia
Det exemplar som finns bevarat av Vocabula Biscaica är en avskrift som Jón Ólafsson från Grunnavík gjorde av ett äldre men nu förlorat original. Avskriften återupptäcktes tillsammans med Vocabula Gallica på mitten av 1920-talet av den isländske filologen Jón Helgason vid Den arnamagnæanska samlingen vid Köpenhamns universitet. Han skrev av ordlistorna, översatte de isländska orden till tyska och skickade sedan kopiorna till professor Christianus Cornelius Uhlenbeck vid Universitetet i Leiden i Nederländerna. Uhlenbeck hade stora kunskaper i baskiska, men då han slutade vid universitetet 1926 överlät han ordlistorna till sin student Nicolaas Gerardus Hendricus Deen. Denne doktorerade senare, år 1937, på de två baskisk-isländska ordlistorna, samt på ett annat dokument med fragment från en tredje nu borttappad ordlista. Avhandlingen hette Glossaria duo Vasco-Islandica och var skriven på latin, men hade även större delen av ordlistorna innehåll översatt till tyska och spanska. År 1986 återfördes dokumentet med Jón Ólafssons avskrift från Danmark till Island, där det finns än idag.
Resterna av den tredje nu förlorade ordlistan finns i ett brev skrivet av språkforskaren Sveinbjörn Egilsson. I brevet nämnde han ett åttasidigt dokument, där de två sista sidorna var fyllda med för honom "helt obegripliga glosor" av vilka han skrev av elva som exempel. Ordlistan har senare gått förlorad, men brevet finns bevarat på Islands nationalbibliotek. Dock finns inga pidgininslag bland de elva kvarvarande orden.
I början av 2000-talet upptäcktes dessutom en fjärde baskisk-isländsk ordlista i Houghton-biblioteket vid Harvard-universitetet. Denna fjärde ordlista innehåller vissa förenklade meningar på baskiska. Den är två sidor lång och ingår i delen av den tyske rättshistorikerns Konrad von Maurers samlingar som införskaffats av biblioteket.